# Radio Televizija Republike Srpske
Radio Televizija Republike Srpske ((sr) Радио Телевизија Републике Српске, en abrégé RTRS ; litt. Radio-télévision de la république serbe de Bosnie) est une chaîne de télévision bosnienne émettant dans la république serbe de Bosnie. Elle est l'une des trois chaînes de télévision de la Radio-Televizija Bosne i Hercegovine, lequel est également représenté par la chaîne de télévision de la fédération de Bosnie-et-Herzégovine (Federalna TV) et par la chaîne nationale (BHT 1). 
Radio Televizija Republike Srpske désigne également la branche de la radio-télévision bosnienne opérant cette chaîne de télévision, ainsi qu'une station de radio, Radio RS.

## Histoire de la chaîne
La chaîne est fondée le 19 avril 1992 sous le nom de Srpska Radiotelevizija comme chaîne de télévision nationale de la république serbe de Bosnie, entité autonome autoproclamée. À la suite de la réintégration de l'entité autonome dans la république de Bosnie-Herzégovine, la chaîne change de nom et intègre la Radio-Televizija Bosne i Hercegovine (radio-télévision de Bosnie-Herzégovine).

## Organisation

### Dirigeants
Président :
- Dragan Davidovic

### Siège
Les bureaux de Radio Televizija Republike Srpske sont situés à Banja Luka.

## Programmes
RTRS diffuse 18 heures de programmes quotidiens (24 heures durant le week-end) dont 55 % de productions réalisées en interne par la chaîne. En semaine, les émissions débutent à 6 heures du matin par le programme informatif ИНФО КАНАЛ (Info kanal) et sont suivies une heure plus tard par ЈУТАРЊИ ПРОГРАМ (Jutarni program), une émission faisant alterner chroniques, informations et divertissement. 
La chaîne accorde une place importante à l'information, représentée à l'antenne par quatre bulletins d'informations quotidiens ou ВИЈЕСТИ (Vijesti), par le journal télévisé du soir ou ДНЕВНИК (Dnevnik) diffusé à 19 heures 30, ainsi que par les émissions БАЊАЛУЧКА ПАНОРАМА (Banja Luka Panorama) et en fin de soirée, ИНФО ПРОФИЛ (Info Profil). 
Parmi les autres programmes populaires figurent également le jeu télévisé УПИТНИК (Upitnik). La chaîne retransmet des émissions sportives (magazines, matchs de football notamment), des séries, des telenovelas, des films et de la musique.

## Diffusion
Radio Televizija Republike Srpske émet ses programmes en langue serbe sur le réseau hertzien de la république serbe de Bosnie (Banja Luka UHF canal 31 et VHF canal 10, Veliki Žep VHF canal 9, Duge NJive VHF canal 12, Kmur VHF canal 6, Kozara VHF canal 6, Leotar UHF canal 37 et VHF canal 10, Trebević UHF canal 33 et VHF canal 12, Udrigovo VHF canal 5) et peut également être reçue par débordement dans une partie de la fédération de Bosnie-et-Herzégovine, de la Serbie, de la Croatie et du Monténégro. Sa diffusion en direct sur Internet lui permet par ailleurs de toucher la diaspora d'ex-Yougoslavie à travers le monde.
La chaîne est aussi diffusée sur le bouquet satellite TotalTV (Eutelsat W2 16° est) depuis le 27 avril 2007.